# Resperger István
Resperger István (teljes nevén Resperger István Tibor, Szombathely, 1963. április 15. – ) biztonságpolitikai szakértő, ezredes, egyetemi tanár.

## Életpályája
1999 és 2004 között egyetemi adjunktus, majd 2004 és 2007 között egyetemi docens volt. 2005-től a Hadtudományi Doktori Iskola „Hadtudomány általános elmélete” című tantárgy tantárgyfelelőse és oktatója. 2019. március 15-től egyetemi tanári kinevezést kapott. 

## Tanulmányai
- 1977–1981: Sopron Berzsenyi Dániel Gimnázium érettségi
- 1981–1985: Szentendre Kossuth Lajos Katonai Főiskola harckocsizó szak
- 1987: Kalocsa zászlóalj-parancsnoki tanfolyam (6 hónap)
- 1991: Budapest intenzív német nyelvtanfolyam (11 hónap)
- 1993: Székesfehérvár számítógép kezelői tanfolyam (3 hónap)
- 1994:Budapest ZMKA törzstiszti tanfolyam
- 1997: Budapest ZMNE
- 1997–2000: Budapest ZMNE doktori képzés

### Külföldi képzései
- 1991: Svájc, zászlóalj-parancsnoki tanfolyam 6 hónap
- 2000: Garmisch-Partenkirchen, Marshall Központ biztonságpolitikai tanfolyam (9 hét)
- 2002-2004: Hamburg, Vezetési Akadémia vezérkari tanfolyam

### Gyakorlata
- 1985–1991: Pécs, Gyöngyös harckocsi század-, zászlóalj-törzsfőnök, zászlóaljparancsnok
- 1992–1994: Tata, Székesfehérvár Hadműveleti főtiszt
- 2005-2011: Budapest, Vezérkari Tanfolyam parancsnok

## Tudományos tevékenysége
- 1994 óta tagja a Magyar Hadtudományi Társaság hadműveleti szekciójának.
- 1997-1998 között a Doktoranduszok Országos Szövetsége Hadtudományi szekciójának vezetője
- 1997 óta a Pro Scientia Társaság tagja
- 2002-ben hadtudomány PhD fokozatot (ZMNE) szerzett.
- 2008-tól 2011-ig Bolyai kutatási ösztöndíjat nyert.
- 2012-től a Hadtudományi Bizottság tagja

## Oktatói tevékenysége
- 1996-ben oktatás a Hadműveleti-harcászati tanszéken a válságkezelés katonai feladatai témakörben.
- 1997 óta oktatás a Hadászati tanszéken (Hadtudományi ismeretek tantárgy oktatása)
- 1997-óta oktatott tantárgyak:
- Hadászati és hadműveleti elmélet és gyakorlat (ZNEHK029500)
- Gyakorlati hadászat és hadművelet alapjai (ZNEHK029799)
- Hadtudományi alapismeretek (ZNEHKBS0200)
- Hadtudományi ismeretek (ZNEHKBS212)
- A hadtudomány általános elmélete (ZNEHKD00101)
- Hadtudományi és hadelméleti ismeretek (ZNEHK029400)
- Biztonságpolitika (ZNEHKVKT500)
- Biztonságpolitika elmélete (ZNEHK029300)
- Békeműveletek elmélete és gyakorlata (ZNEHKD03203)
- Békeműveletek, válságreagáló műveletek (ZNEHK026400)
- A NATO EU válságreagáló és békeműveletek (ZNEHK029600)
- Katonai stratégia (ZNEHKVKT600)
- Vezérkari ismeretek alapjai (ZNEHK029111)
- Az NBS NKS elmélete és gyakorlata (ZNEHK029200)
- Válságkörzetek kutatása (ZNEHKBS2510)
- Szituációs gyakorlat (ZNEHKBS2010)
- A haderő alkalmazásának elmélete és gyakorlata (ZNEHK029100)
- Terrorizmus elleni harc megvívásának jellemzői a fegyveres erő lehetséges feladatai (ZNEHDI03203)
- A nemzetközi terrorizmus elleni harc (ZNEHDI17201)
- A katonai vezetés elmélete CIMIK elmélete és gyakorlata (ZNEHK029700)

## Nyelvismerete
- német felsőfok C (2004), német STANAG 2222 (2002)
- angol középfok C (2001)
- orosz alapfok (1985)

## Díjai, elismerései
- 1984, 1994, 1995, 1996, 1997 főiskolai és egyetemi TDK-án II. és III. helyezés
- 1997: OTDK III. helyezés
- 1997: OTDK I. helyezés
- 1997: Pro Siencia aranyérem
- 2008: Bolyai Kutatási Ösztöndíj

## Főbb írásai
- 1993: A hadsereg Svájcban
- 1998: A Válságkezelés stratégiája
- 1998: Javaslat a gyorsreagálású erőkre
- 1999: Az Öböl-háború
- 2000: Az iszlám
- Az iszlám világ és hatása a biztonságra. Az iszlám vallás története, az iszlám fundamentalizmus, az iszlám és az Öböl-háború, a csecsen háború, az iszlám és a terrorizmus, az iszlám veszélyei a XXI. században; ZMNE EK, Budapest, 2003
- 2006: A terrorizmus elleni küzdelem katonai tapasztalatai
- 2010: Az aszimmetrikus hadviselés jellemzői
- Resperger István–Kiss Álmos Péter–Somkuti Bálint: Aszimmetrikus hadviselés a modern korban. Kis háborúk nagy hatással; Zrínyi, Budapest, 2013 (Katonák békében és missziókban)
- Kis-Álmos Péter–Besenyő János–Resperger István: Szomália. Országismertető; 2. bőv. kiad.; Honvéd Vezérkar Tudományos Kutatóhely–Magyar Honvédség Geoinformációs Szolgálat, Budapest, 2014